# Hans von Boineburg-Lengsfeld
Wilhelm Georg Gustav Botho Rudolf Hans Reichsfreiherr von Boineburg-Lengsfeld (* 9. Juni 1889 in Eisenach; † 20. November 1980 in Altenburg), seit 1911 Freiherr, war ein deutscher Generalleutnant der Wehrmacht im Zweiten Weltkrieg.

## Leben

### Herkunft
Hans von Boineburg-Lengsfeld entstammte dem ursprünglich niederhessisch-thüringischen Adelsgeschlecht Boyneburg. Er war Sohn des Reichsfreiherrn, großherzoglich-sächsischen Kammerherrn und hessischen Husaren-Rittmeisters Konrad (Curt) Emil Moritz Rudolf von Boineburg-Lengsfeld (* 8. August 1855) und dessen Ehefrau Helene, geb. von Hopffgarten (* 21. Oktober 1866). Die Familie und ihre genealogische Linie, seit 1911 im Freiherrenstand, besaß Güter in Altenburg im heutigen Schwalm-Eder-Kreis sowie in Weilar und Herda im heutigen Wartburgkreis.

### Erster Weltkrieg
Hans von Boineburg-Lengsfeld ging in Kassel und in Weimar zur Schule, die er mit dem Abitur abschloss. Am 1. Oktober 1910 trat er als Fahnenjunker in das an diesem Tage aufgestellte Jäger-Regiment zu Pferde Nr. 6 der Preußischen Armee in Erfurt ein. Er wurde am 22. Mai 1912 mit Patent vom 18. Mai 1910 zum Leutnant ernannt und nahm mit diesem Regiment im Verband der 38. Kavallerie-Brigade (8. Kavallerie-Division) im Ersten Weltkrieg im August 1914 an Kämpfen in Lothringen und dann ab September an der Ostfront an der Schlacht an den Masurischen Seen (9.–15. September), den Kämpfen um Warschau (9./10. Oktober) und der Schlacht um Łódź (16. November – 15. Dezember 1914) teil. Er wurde am 8. Juli 1915 als Ordonnanzoffizier zum Stab der 8. Kavallerie-Division abkommandiert, am 18. Oktober 1915 zum Oberleutnant befördert und am 1. Februar 1916 permanent in den Divisionsstab versetzt. Die Division und das Regiment kämpften bis zur Waffenruhe am 7. Dezember 1917 im Baltikum und dann erneut vom 18. Februar bis zum 4. April 1918 im Rahmen der Operation Faustschlag, als sie zunächst im Handstreich Dünaburg und dann weite Gebiete zwischen dem Peipussee und der oberen Düna besetzte.
Am 4./5. April 1918 wurde die 8. Kavallerie-Division aufgelöst, und Boineburg kam wieder zum Jäger-Regiment zu Pferde Nr. 6. Das Regiment verlegte auf den Truppenübungsplatz Zossen, wo es infanteristisch ausgebildet wurde. Ab Mai 1918 kämpfte das nunmehr Jäger-Schützen-Regiment zu Pferde Nr. 6 genannte Regiment, im Verband der in Kavallerie-Schützen-Kommando 38 umbenannten ehemaligen 38. Kavallerie-Brigade und zur Garde-Kavallerie-Schützen-Division gehörig, in den Abwehrschlachten an der Westfront im Raum Soissons-Reims. Boineburg selbst war bis zum 31. Mai 1918 zur Ausbildung zum Divisions-Kommando der Division nach Maubeuge kommandiert und kehrte erst dann zum Regiment zurück. Die Division kämpfte ab 15. Juli in der Schlacht an der Marne und in der Champagne, vom 17. August bis zum 4. September zwischen Oise und Aisne, und deckte schließlich ab Oktober als Eingreifreserve den Rückzug der 1. Armee.

### Zwischenkriegszeit
Nach dem Ende des Krieges begann das Regiment am 12. November 1918 den Rückmarsch nach Deutschland. Es traf am 10. Dezember in Berlin ein und wurde dann während der Weihnachtskämpfe am 24. Dezember 1918 im Rahmen der Garde-Kavallerie-Schützen-Division gegen die meuternde und im Berliner Stadtschloss und dem Marstall verschanzte Volksmarinedivision eingesetzt. Noch während der im Januar beginnenden Demobilisierung des Regiments waren die noch aktiven Mitglieder, darunter auch Boineburg, an der Niederschlagung des sogenannten Spartakusaufstands im Januar 1919 und an den Berliner Märzkämpfen beteiligt.
Am 1. Januar 1920 wurde Boineburg als Oberleutnant und Eskadronoffizier in das Reichswehr-Kavallerie-Regiment 103 der sogenannten Vorläufigen Reichswehr übernommen. Bei der Reduzierung zum 200.000-Mann-Übergangsheer mit Wirkung vom 1. April 1920 kam er mit Teilen seines Regiments zum Reiter-Regiment 3 (1. Kavallerie-Division), und bei der späteren Übernahme in das 100.000-Mann-Heer der Reichswehr in das nun umbenannte 3. (Preußisches) Reiter-Regiment in Rathenow, wo er am 28. September 1921 zum Rittmeister befördert und am 1. Oktober 1923 zum Chef der 2. Eskadron ernannt wurde. Am 1. Oktober 1925 wurde er als Chef der 4. (Preußische) Eskadron im 16. Reiter-Regiment (3. Kavallerie-Division) nach Langensalza versetzt. Am 1. April 1931 wurde er Chef der 2. (Preußische) Eskadron im 16. Reiter-Regiment in Hofgeismar, wo er auch Standortältester war. Am 1. November 1931 wurde er Chef der 6. (Hessischen) Eskadron im 16. Reiter-Regiment und Standortältester in Langensalza. Am 1. Oktober 1932 wurde er zum Major befördert.
Am 1. April 1934 wurde er als Adjutant zum Kavallerie-Kommando Dresden versetzt; durch die Umbenennung dieses Stabes bei der Erweiterung der Reichswehr am 1. Oktober 1934 wurde er Adjutant der 4. Reiter-Brigade. Am 27. Mai 1935 wurde er zum Reiter-Regiment Gera kommandiert, wo er am 1. Juni 1935 zum Oberstleutnant befördert wurde. Bei der Enttarnung der Verbände am 15. Oktober 1935 wurde er Kommandeur des II. Bataillons des Schützen-Regiments 1 in der aus der 3. Kavallerie-Division gebildeten und entsprechend umbenannten 1. Panzer-Division in Weimar. Die Beförderung zum Oberst erfolgte am 1. Oktober 1937.

### Zweiter Weltkrieg
Am 10. November 1938 wurde Boineburg zum Kommandeur des Schützen-Regiments 1 ernannt, mit dem er ab 1. September 1939 am Überfall auf Polen teilnahm und in Nordpolen in Richtung Warschau vorstieß.
Nach dem Ende der Kämpfe in Polen übernahm er am 23. Oktober 1939 den Befehl über die 4. Schützen-Brigade in der 4. Panzer-Division am Niederrhein, mit der er dann am Westfeldzug teilnahm. Seine Brigade zeichnete sich in den Kämpfen an der Dyle-Stellung und beim Forêt de Mormal und insbesondere am 27. Mai 1940 beim Durchbruch durch die gegnerischen Stellungen am La Bassée-Kanal nördlich von Béthune aus. Boineburg erhielt dafür am 19. Juli 1940 das Ritterkreuz des Eisernen Kreuzes. Vom 15. bis zum 19. Mai und erneut vom 24. Juli bis zum 7. September 1940 war er mit der Führung der 4. Panzer-Division beauftragt.
Da er bei der Beförderung von Obristen zu Generälen nach dem siegreichen Westfeldzug übergangen wurde, meldete er sich aus Verärgerung und unter Hinweis auf eine zurückliegende, durch einen Panzerunfall verursachte schwere Beckenverletzung, deretwegen er noch immer unter ärztlicher Behandlung stand, krank. Er wurde in die Führerreserve des OKH versetzt und zog sich auf sein Gut in Weilar zurück. Erst im Oktober 1940 kam er wieder zum Heer. Vom 5. Oktober 1940 bis zum 10. September 1941 war er Kommandeur der 7. Schützen-Brigade in der 7. Panzer-Division unter Generalmajor Erwin Rommel im Westen. Mit dieser nahm er ab Juni 1941, nun unter Generalmajor Hans Freiherr von Funck, am Unternehmen Barbarossa, dem Überfall auf die Sowjetunion, teil.
Am 10. September 1941 erfolgte eine kurze Versetzung in die Führerreserve des OKH, ehe er am 13. September den Befehl zur Aufstellung der 23. Panzer-Division im Raum Paris erhielt und am 25. September 1941 zu deren Kommandeur ernannt wurde. Wenige Tage später, am 1. Oktober 1941, erfolgte seine Beförderung zum Generalmajor. Im April 1942 verlegte er mit seiner Division an den Südabschnitt der Ostfront, wo die Division im Verband der Heeresgruppe Süd im Raum Charkow eingesetzt und dann bei Wolnjansk für den „Fall Blau“, die deutsche Sommeroffensive 1942, bereitgestellt wurde.
Bereits am 20. Juli 1942 wurde er durch Generalmajor Erwin Mack ersetzt und wieder in die Führerreserve versetzt, da sein Erster Generalstabsoffizier mit Plänen für den „Fall Blau“ in sowjetische Hände gefallen war und er sich deswegen vor dem Reichskriegsgericht zu verantworten hatte. Er wurde zunächst in der „Wolfsschanze“ in Ostpreußen inhaftiert und wegen der verlorenen Papiere angeklagt,
dann aber nach zehn Tagen auf Ehrenwort in seinen Heimatort entlassen. Bei der dann folgenden Verhandlung des Reichskriegsgerichts in Berlin unter Vorsitz von Reichsmarschall Hermann Göring, der die Verhandlung im Beisein der Oberkriegsgerichtsräte allein führte, wurde Boineburg freigesprochen, und er erhielt auf eigenen Wunsch wieder den Befehl über seine alte Division. Nach einer Kur in Badgastein wurde er am 26. August – dem Tag, an dem General Mack fiel – erneut Kommandeur der 23. Panzer-Division und führte sie am Ende des Vorstoßes in Richtung Kaukasus, der nach schweren Kämpfen am Terek südöstlich von Prochladny und Naltschik in Kabardino-Balkarien zum Erliegen kam. Während dieser Kämpfe wurde er am 16. November 1942 zum Generalleutnant befördert.
Nachdem die 6. Armee am 22. November 1942 in Stalingrad eingekesselt worden war, wurde Boineburgs 23. Panzer-Division vom Kaukasus zurückbeordert, um – mit anderen Großverbänden – im Unternehmen Wintergewitter (12.–23. Dezember) die eingeschlossene Armee aus dem Kessel zu befreien. Der schließlich am 12. Dezember lediglich von der 6. und 23. Panzer-Division des LVII. Panzerkorps begonnene Entsatzangriff auf Stalingrad wurde von der Roten Armee nach zwölf Tagen schwerster Kämpfe abgeschlagen. Die 23. Panzer-Division musste sich bei extrem harten winterlichen Verhältnissen immer weiter zurückziehen und erlitt schwerste Verluste. Aufgrund seiner Verletzung aus dem Ersten Weltkrieg musste Boineburg sich zum Jahresende 1942 erneut krankmelden. Er wurde daraufhin mit Wirkung vom 28. Dezember 1942 in die Führerreserve versetzt.
Mit Wirkung vom 1. April 1943 wurde er nach Frankreich versetzt und zum Militärbefehlshaber Frankreich, dem General der Infanterie Carl-Heinrich von Stülpnagel, abkommandiert und am 1. Mai als Nachfolger von Generalleutnant Ernst Schaumburg zum Kommandanten von „Groß-Paris“ und Kommandeur der 325. Sicherungs-Division ernannt. Er und sein Stabschef, Oberst Karl von Unger, unterstützten General Stülpnagel bedingungslos bei der Planung der Pariser Aktionen für den geplanten Anschlag auf Hitler.
Während des Unternehmens Walküre am 20. Juli 1944 war er an leitender Stelle an der Verhaftung der führenden Gestapo- und SS-Offiziere, einschließlich des Höheren SS- und Polizeiführers in Frankreich, dem SS-Gruppenführer Carl Oberg, und deren Einheiten in Paris beteiligt. Die Verhaftung der rund 1200 in Paris stationierten SS- und SD-Männer wurde vom Sicherungs-Regiment 1 der von ihm kommandierten 325. Sicherungs-Division unter Oberstleutnant d. R. Kurt von Kraewel durchgeführt. Als nach einigen Stunden der Fehlschlag des Attentats gemeldet wurde und die in Paris Festgesetzten wieder freigelassen wurden, erklärte Boineburg ihnen die Aktion als „Übung“. Er hatte enormes Glück und wurde nicht als Mitverschwörer erkannt, da General von Stülpnagel schwieg, Generalleutnant Hans Speidel, Stabschef des Oberbefehlshabers West, Generalfeldmarschall Günther von Kluge, ihn deckte und SS-Gruppenführer Oberg kein Aufhebens machte.
Allerdings war ein weiterer Verbleib Boineburgs in Paris für Hitler und das OKH wegen seiner Beteiligung an der Verhaftung hoher SS-Offiziere inakzeptabel. Er wurde am 7. August 1944 durch General der Infanterie Dietrich von Choltitz abgelöst und wiederum in die Führerreserve des OKH versetzt. Am 23. September 1944 wurde er als Leiter des Abwicklungsstabes zum Oberbefehlshaber West, Generalfeldmarschall Gerd von Rundstedt, und am 18. Oktober 1944 zum Oberkommando des Festungsbereichs West abkommandiert. Vom 1. November bis zum 15. Dezember 1944 war er Befehlshaber der Rhein-Befestigungen im Raum Freiburg im Breisgau. Nach erneuter Wartezeit in der Führerreserve des OKH wurde er am 20. Februar 1945 Kommandeur des Truppenübungsplatzes Bergen in der Lüneburger Heide.

### Nachkriegszeit
Bei der Kapitulation am 8. Mai 1945 kam er in amerikanische Kriegsgefangenschaft, aus der er am 30. Mai 1946 entlassen wurde.
Nach seiner Freilassung widmete er sich der Land- und Forstwirtschaft auf seinem Gut in Altenburg im heutigen Schwalm-Eder-Kreis in Nordhessen, das seit dem 16. Jahrhundert in Familienbesitz war. Er verstarb dort am 20. November 1980. Seine Urne wurde mit einer Sondergenehmigung im Garten hinter dem Herrenhaus des Guts beigesetzt. Er war der letzte männliche Spross des Stammes Boyneburg-Lengsfeld in Deutschland.

### Ehe und Nachkommen
Hans von Boineburg-Lengsfeld vermählte sich 1920 mit der finnischen Reederstochter Gummet Töttermann (geb. 6. Dezember 1889). Der Ehe entstammten zwei Töchter, die beide unverheiratet blieben und nach dem Zweiten Weltkrieg auf dem Familiengut in Altenburg lebten:
- Beatrix Wilhelmine Sigrid Gunnel Freiin von Boineburg-Lengsfeld (1921–2012), Forstwirtin
- Brita Hildegard Helene Freiin von Boineburg-Lengsfeld (* 1927), Ärztin

### Auszeichnungen
- Eisernes Kreuz (1914) II. und I. Klasse[12] am 29. September 1914 bzw. 1. Oktober 1917
- Ritterkreuz II. Klasse des Albrechts-Ordens mit Schwertern[12] am 3. Februar 1915
- Großherzoglich sachsen-weimarisches Ritterkreuz II. Klasse des Hausordens von Weißen Falken mit Schwertern[12] am 9. Juni 1915
- Großherzoglich sachsen-weimarisches Wilhelm-Ernst-Kriegskreuz[12] am 1. Dezember 1917
- Ehrenritter des Johanniterordens am 23. Juni 1922
- Ritterkreuz des Eisernen Kreuzes, am 19. Juli 1940